# 罗伯特·毕格罗
罗伯特·毕格罗（英語：Robert Bigelow，1945年—）是美国一个旅馆老板和航天企业家、飛碟愛好者，曾就读于亚利桑那州立大学。他拥有连锁酒店“美国预算套房”和创建了畢格羅宇航公司，並曾買下剥皮行者牧場作為研究調查
此外，他还拥有载人航天实验室和工厂。